# Karel Kryštof Minsterberský
Karel Kryštof z Minsterberka (německy Karl Christoph von Münsterberg, též Karel Kryštof z Poděbrad, něm. Karl Christoph von Podiebrad, 22. května 1545, Olešnice – 17. března 1569 tamtéž) byl v letech 1565 až 1569 kníže (vévoda) minsterberský. Byl také hrabětem kladským.

## Život
Karel Kryštof pocházel z minsterberské větve českého šlechtického rodu pánů z Poděbrad. Jeho rodiči byli Jan Minsterbersko-Olešnický a jeho první manželka Kristýna Kateřina Šidlovecká (Kristyna Katarzyna Szydłowiecka; 1519–1556).
V roce 1558 podnikl Karel Kryštof vzdělávací cestu po Evropě a následně pobýval na dvoře císaře Ferdinanda I. Po smrti svého otce, který byl od roku 1561 ženatý s Markétou Brunšvickou († 1580), dcerou knížete Jindřicha II. Brunšvicko-Wolfenbüttelského, zdědil Karel Kryštof v únoru 1565 Minsterberské vévodství. Olešnické knížectví zdědil jeho bratranec Karel II. a Bernštatské knížectví jeho bratr Jindřich III.
Stejně jako otec i jeho bratři, také Karel Kryštof na svých panstvích podporoval reformaci. V roce 1567 byly v minsterberském kostele sv. Petra a Pavla zrušeny katolické bohoslužby.
Karel Kryštof nebyl ženatý a zemřel po čtyřech letech vlády ve věku 24 let a s ním také skončila vláda pánů z Poděbrad v Minsterbersku, které poté jako odúmrť připadlo Koruně české. Pozůstalí a potomci rodu Poděbradských směli titul minsterberského knížete užívat až do svého vymření v mužské linii v roce 1647.
Deset let po smrti Karla Kryštofa darovala jeho sestřenice Barbora z Biberštejna mramorový epitaf pro zámecký kostel svatého Jana v Olešnici, který pravděpodobně vytvořil Hans Fleiser, známý jako Gruyter. Zobrazuje vévodu Karla Kryštofa v rytířské zbroji.